# Kälberhalde
Kälberhalde ist ein mit Verordnung des Regierungspräsidiums Freiburg vom 6. Februar 1984 ausgewiesenes Naturschutzgebiet mit der Nummer 3.133 bei Oberndorf am Neckar im Landkreis Rottweil in Baden-Württemberg.

## Lage
Bei dem Schutzgebiet handelt es sich um eine Wacholderheide, die etwa 800 Meter östlich von Altoberndorf an einem Südhang des Neckartals liegt. Das Schutzgebiet gehört zum Naturraum Obere Gäue.

## Schutzzweck
Laut Verordnung ist der wesentliche Schutzzweck die Erhaltung der geschützten Teile
- als Lebensraum einer für das obere Neckartal typischen Flora und Fauna mit seltenen und zum Teil vom Aussterben bedrohten Tier- und Pflanzenarten;
- als vom Menschen geprägte Landschaft von besonderer Eigenart und Schönheit.

## Flora und Fauna
Zu den geschützten Arten des Gebiets gehören drei Enzianarten (Frühlings-Enzian, Deutscher Fransenenzian, Gewöhnlicher Fransenenzian) und sechs Orchideenarten (Mücken-Händelwurz, Ohnhorn, Bienen-Ragwurz, Fliegen-Ragwurz, Hummel-Ragwurz, Weißes Waldvöglein). Die Gemeine Akelei kann ebenfalls angetroffen werden.
Die Gebüsche der Wacholderheide dienen dem Neuntöter als Brutplatz.

## Zusammenhängende Schutzgebiete
Das Naturschutzgebiet ist Teil des FFH-Gebiets Nr. 7717-341 Neckartal zwischen Rottweil und Sulz. Im Norden und Süden grenzt es an das Landschaftsschutzgebiet Neckartal mit Seitentälern von Rottweil bis Aistaig.